# Apart (пісня KAZKA)
«Apart» (укр. Нарізно) — англомовна пісня українського музичного гурту «KAZKA», що вперше з'явилася 1 лютого 2019 року. З цією композицією гурт брав участь у фіналі українського Національного відбору на «Євробачення», де посів третє місце.

## Про пісню
Текст пісні — англомовний з деякими українськими фольклорними приспівами. У другій частині мелодії виринають українські етнічні мотиви. Це друга англомовна композиція гурту після перекладу англійською мовою пісні «Плакала».
Солістка гурту Олександра Заріцька описала «Apart» так:
|  | Це особиста історія відносин, страхів і подолань. Це пісня-маніфест: кохайте без шаблонів! Незважаючи на статус, зріст, вагу, соціальні відмінності, нав'язані іншими правила і форми. Кохайте кого завгодно, але обов’язково всією душею. |

## Популярність
За день до прем'єри в мережу виклали піратський відеозапис виступу гурту з цією піснею.
Пісня за 3 дні набрала перший мільйон переглядів на YouTube та потрапила в тренди сайту. Три мільйони було набрано за 21 день.